# Euproctis aruana
Euproctis aruana är en fjärilsart som beskrevs av Embrik Strand 1918. Euproctis aruana ingår i släktet Euproctis och familjen tofsspinnare. Inga underarter finns listade i Catalogue of Life.